# Campeonato Africano de Atletismo de 1998
A 11ª edição do Campeonato Africano de Atletismo foi organizado pela Confederação Africana de Atletismo no período de 18 a 22 de agosto de 1998 no Stade Léopold Sédar Senghor, em Dakar, no Senegal. Foram disputadas 42 provas, com a presença de 395 atletas de 39 nacionalidades. 

## Medalhistas

### Masculino
| Evento                  | Ouro                              | Ouro     | Prata                            | Prata    | Bronze                                       | Bronze   |
| ----------------------- | --------------------------------- | -------- | -------------------------------- | -------- | -------------------------------------------- | -------- |
| 100 metros              | Seun Ogunkoya · Nigéria           | 9.94     | Frankie Fredericks · Namíbia     | 9.97     | Leonard Myles-Mills · Gana                   | 10.10    |
| 200 metros              | Frankie Fredericks · Namíbia      | 19.99    | Sunday Emmanuel · Nigéria        | 20.45    | Oumar Loum · Senegal                         | 20.59    |
| 400 metros              | Clement Chukwu · Nigéria          | 44.65    | Davis Kamoga · Uganda            | 44.79    | Ibrahima Wade · Senegal                      | 45.05    |
| 800 metros              | Japheth Kimutai · Quénia          | 1:45.82  | Patrick Ndururi · Quénia         | 1:45.85  | Djabir Saïd-Guerni · Argélia                 | 1:46.31  |
| 1 500 metros            | Laban Rotich · Quénia             | 3:45.03  | Adil Kaouch · Marrocos           | 3:47.34  | Ali Saïdi Sief · Argélia                     | 3:47.89  |
| 3 000 metros            | Tom Nyariki · Quénia              | 8:03.75  | Brahim Lahlafi · Marrocos        | 8:05.00  | Fita Bayissa · Etiópia                       | 8:05.16  |
| 5 000 metros            | Daniel Komen · Quénia             | 13:35.70 | Hailu Mekonnen · Etiópia         | 13:38.19 | William Kalya · Quénia                       | 13:39.17 |
| 110 metros barreiras    | Shaun Bownes · África do Sul      | 13.72    | William Erese · Nigéria          | 13.92    | Doudou Félou Sow · Senegal                   | 14.57    |
| 400 metros barreiras    | Samuel Matete · Zâmbia            | 48.58    | Ken Harnden · Zimbabwe           | 49.39    | Ibou Faye · Senegal                          | 49.59    |
| 3 000 metros obstáculos | Bernard Barmasai · Quénia         | 8:11.74  | Richard Limo · Quénia            | 8:20.67  | Brahim Boulami · Marrocos                    | 8:29.52  |
| 4×100 metros estafetas  | Costa do Marfim                   | 38.76    | Nigéria                          | 38.88    | Camarões                                     | 39.61    |
| 4×400 metros estafetas  | Senegal ·                         | 3:04.20  | Zimbabwe                         | 3:04.47  | Nigéria                                      | 3:05.18  |
| 20 km marcha            | Hatem Ghoula · Tunísia            | 1:31:28  | Moussa Aouanouk · Argélia        | 1:32:18  | Getachew Demisse · Etiópia                   | 1:34:19  |
| Salto em altura         | Abderrahmane Hammad · Argélia     | 2.21     | Khemraj Naiko · Maurícia         | 2.18     | Gavin Lendis · África do Sul                 | 2.15     |
| Salto à vara            | Okkert Brits · África do Sul      | 5.40 =   | Kersley Gardenne · Maurícia      | 5.20     | Mohamed Bédoui · Tunísia                     | 4.80     |
| Salto em comprimento    | Hatem Mersal · Egito              | 8.13     | Anis Gallali · Tunísia           | 8.01     | Mark Anthony Awere · Gana                    | 7.77     |
| Salto triplo            | Andrew Owusu · Gana               | 17.23    | Ndabazinhle Mdhlongwa · Zimbabwe | 17.19    | Oluyemi Sule · Nigéria                       | 16.37    |
| Lançamento do peso      | Burger Lambrechts · África do Sul | 19.78    | Dhia Kamel Ahmed · Egito         | 17.61    | Quentin Soné Ehawa · Camarões                | 15.51    |
| Lançamento do disco     | Frantz Kruger · África do Sul     | 62.17    | Frits Potgieter · África do Sul  | 60.50    | Mickael Conjungo · República Centro-Africana | 57.52    |
| Lançamento do martelo   | Chris Harmse · África do Sul      | 72.11 CR | Hakim Toumi · Argélia            | 69.36    | Samir Haouam · Argélia                       | 68.79    |
| Lançamento do dardo     | Marius Corbett · África do Sul    | 79.82    | Khaled Es Sayed Yassin · Egito   | 72.84    | Bouna Diop · Senegal                         | 72.66    |
| Decatlo                 | Rédouane Youcef · Argélia         | 7352 pts | Mohamed Benyahia · Argélia       | 7093 pts | Issam Abdelatif Saber · Egito                | 6420 pts |

### Feminino
| Evento                 | Ouro                                | Ouro     | Prata                               | Prata    | Bronze                              | Bronze   |
| ---------------------- | ----------------------------------- | -------- | ----------------------------------- | -------- | ----------------------------------- | -------- |
| 100 metros             | Mary Onyali · Nigéria               | 11.05    | Endurance Ojokolo · Nigéria         | 11.08    | Rose Aboaje · Nigéria               | 11.31    |
| 200 metros             | Falilat Ogunkoya · Nigéria          | 22.22    | Rose Aboaje · Nigéria               | 22.83    | Heide Seyerling · África do Sul     | 22.89    |
| 400 metros             | Falilat Ogunkoya · Nigéria          | 50.07    | Charity Opara · Nigéria             | 50.13    | Ony Paule Ratsimbazafy · Madagascar | 52.11    |
| 800 metros             | Maria de Lurdes Mutola · Moçambique | 1:57.95  | Hasna Benhassi · Marrocos           | 2:01.24  | Julia Sakara · Zimbabwe             | 2:01.55  |
| 1 500 metros           | Jackline Maranga · Quénia           | 4:11.75  | Julia Sakara · Zimbabwe             | 4:13.64  | Bouchra Benthami · Marrocos         | 4:17.83  |
| 3 000 metros           | Zahra Ouaziz · Marrocos             | 8:53.75  | Genet Gebregiorgis · Etiópia        | 9:13.47  | Yemenashu Taye · Etiópia            | 9:13.59  |
| 5 000 metros           | Berhane Adere · Etiópia             | 15:54.31 | Sally Barsosio · Quénia             | 15:59.12 | Merima Denboba · Etiópia            | 16:11.16 |
| 100 metros barreiras   | Glory Alozie · Nigéria              | 12.77    | Mame Tacko Diouf · Senegal          | 13.08    | Corien Botha · África do Sul        | 13.25    |
| 400 metros barreiras   | Nezha Bidouane · Marrocos           | 54.24    | Mame Tacko Diouf · Senegal          | 55.06    | Saidat Onanuga · Nigéria            | 56.84    |
| 4×100 metros estafetas | Nigéria                             | 43.75    | Madagascar                          | 43.78    | Gana                                | 43.89    |
| 4×400 metros estafetas | Nigéria                             | 3:31.07  | Senegal                             | 3:31.07  | Camarões                            | 3:33.85  |
| 5 km marcha            | Nagwa Ibrahim Ali · Egito           | 24:28.42 | Dounia Kara · Argélia               | 25:17.17 | Anne-Hortense Ebéna · Camarões      | 25:33.11 |
| Salto em altura        | Hestrie Storbeck · África do Sul    | 1.92     | Irène Tiendrébéogo · Burquina Fasso | 1.84     | Nkechinyere Mbaoma · Nigéria        | 1.75     |
| Salto em comprimento   | Chioma Ajunwa · Nigéria             | 6.78 =   | Chinedu Odozor · Nigéria            | 6.45     | Baya Rahouli · Argélia              | 6.36     |
| Salto triplo           | Baya Rahouli · Argélia              | 13.96    | Françoise Mbango Etone · Camarões   | 13.80    | Kéné Ndoye · Senegal                | 13.30    |
| Arremesso de peso      | Veronica Abrahamse · África do Sul  | 15.07    | Amel Ben Khaled · Tunísia           | 14.83    | Hanan Ahmed Khaled · Egito          | 14.68    |
| Lançamento do disco    | Elizna Naudé · África do Sul        | 50.28    | Caroline Fournier · Maurícia        | 50.28    | Hanan Ahmed Khaled · Egito          | 42.82    |
| Lançamento do martelo  | Caroline Fournier · Maurícia        | 54.29    | Marwa Ahmed Hussein · Egito         | 47.55    | Djida Yalloulène · Argélia          | 47.43    |
| Lançamento do dardo    | Lindy Leveaux · Seicheles           | 47.56    | Bernadette Ravina · Maurícia        | 46.79    | Monique Djikada · Camarões          | 45.61    |
| Heptatlo               | Patience Itanyi · Nigéria           | 5376 pts | Mary Dolly Zé Oyono · Camarões      | 5211 pts | Paulette Mendy · Senegal            | 4716 pts |

## Quadro de medalhas
| Ordem | País                      | Medalha de ouro | Medalha de prata | Medalha de bronze | Total |
| ----- | ------------------------- | --------------- | ---------------- | ----------------- | ----- |
| 1     | Nigéria                   | 10              | 7                | 5                 | 22    |
| 2     | África do Sul             | 9               | 1                | 3                 | 13    |
| 3     | Quênia                    | 6               | 3                | 1                 | 10    |
| 4     | Argélia                   | 3               | 3                | 5                 | 11    |
| 5     | Egito                     | 2               | 3                | 3                 | 8     |
| 6     | Marrocos                  | 2               | 3                | 2                 | 7     |
| 7     | Ilhas Maurícias           | 1               | 4                | 0                 | 5     |
| 8     | Senegal                   | 1               | 3                | 7                 | 11    |
| 9     | Etiópia                   | 1               | 2                | 4                 | 8     |
| 10    | Tunísia                   | 1               | 2                | 1                 | 4     |
| 11    | Namíbia                   | 1               | 1                | 0                 | 2     |
| 12    | Gana                      | 1               | 0                | 3                 | 4     |
| 13=   | Costa do Marfim           | 1               | 0                | 0                 | 1     |
| 13=   | Moçambique                | 1               | 0                | 0                 | 1     |
| 13=   | Seicheles                 | 1               | 0                | 0                 | 1     |
| 13=   | Zâmbia                    | 1               | 0                | 0                 | 1     |
| 17    | Zimbabwe                  | 0               | 4                | 1                 | 5     |
| 18    | Camarões                  | 0               | 2                | 5                 | 7     |
| 19    | Madagáscar                | 0               | 1                | 1                 | 2     |
| 20=   | Burquina Fasso            | 0               | 1                | 0                 | 1     |
| 20=   | Uganda                    | 0               | 1                | 0                 | 1     |
| 22    | República Centro-Africana | 0               | 0                | 1                 | 1     |

Legenda
| Recorde mundial       | Recorde mundial (World record)               |                       | Recorde africano                      | Recorde africano (African) |                                           | Q | Classificado por posição (Qualified) |
| Recorde do campeonato | Recorde do campeonato (Championship record)  | Recorde da América    | Recorde da América (Americas)         | q                          | Classificado por melhor tempo (Qualified) |   |                                      |
| Melhor marca do ano   | Melhor marca do ano (World leading)          | Recorde asiático      | Recorde asiático (Asian)              | DNS                        | Não largou (Did not start)                |   |                                      |
| Recorde nacional      | Recorde nacional (National record)           | Recorde europeu       | Recorde europeu (European)            | DNF                        | Não terminou (Did not finish)             |   |                                      |
| Recorde pessoal       | Recorde pessoal do atleta (Personal best)    | Recorde da Oceania    | Recorde da Oceania (Oceania)          | DSQ / DQ                   | Desclassificado (Disqualified)            |   |                                      |
| Recorde da temporada  | Recorde da temporada do atleta (Season best) | Recorde sul-americano | Recorde sul-americano (South America) | NM                         | Sem marca (No mark)                       |   |                                      |